# Ampelocissus frutescens
Ampelocissus frutescens là một loài thực vật hai lá mầm trong họ Nho. Loài này được Jackes miêu tả khoa học đầu tiên năm 1984.